# Епархия Ланкастера
Епархия Ланкастера — римско-католический диоцез с центром в городе Ланкастер графства Ланкашир в Англии.

## История
Диоцез основан в 1911 году, отделившись от Архиепархии Ливерпуля и Епархии Хексэма и Ньюкасла. Диоцез входит в провинцию Ливерпуля.
Площадь диоцеза составляет 2,900 км² и включает графства: Камбрия и частично Ланкашир. Диоцез насчитывает 11 деканатов и 114 приходов. Кафедральный собор — собор Святого Петра на Балморал-роуд в центре Ланкастера.
В настоящий момент пост епископа Ланкастера занимает Пол Швабрик, 7-й епископ Ланкастера, который сменил Майкла Кэмпбелла, вышедшего в отставку в 2018 году.

## Ординарии епархии
- Томас Пирсон, бенедиктинец (24 февраля 1925 — † 1 декабря 1938)
- Томас Флинн (24 июля 1939 — † 3 ноября 1961)
- Брайан Фоли (13 июня 1962 — 22 мая 1985)
- Джон (Джек) Брюэр (22 мая 1985 — † 10 июня 2000)
- Патрик О’Донохью (4 июля 2001 — 1 мая 2009)
- Майкл Кэмпбелл, августинец (1 мая 2009 — 9 апреля 2018)
- Пол Швабрик (с 9 апреля 2018)